# Малая Очаковская улица
Ма́лая Оча́ковская у́лица (до 15 апреля 2013 года — проекти́руемый прое́зд № 5231) — улица в Западном административном округе города Москвы на территории района Очаково-Матвеевское.

## История
Улица получила современное название 15 апреля 2013 года, до переименования называлась проектируемый проезд № 5231.

## Расположение
Малая Очаковская улица проходит от Никулинской улицы (до 6 ноября 2018 года проектируемого проезда № 1980, вошедшего в её состав) на юго-запад, поворачивает на юго-восток и выходит на Озёрную улицу. Нумерация домов начинается от Никулинской улицы.

## Примечательные здания и сооружения
- д. 8 — 14-й автобусный парк.

## Транспорт

### Автобус
По Малой Очаковской улице маршруты наземного общественного транспорта не проходят. У северо-восточного конца улицы расположена остановка «Озёрная улица» автобусов 120, 329, 610, 622, 699, 807, 883, с17; у юго-западного, на Озёрной улице, — остановка «14-й автобусный парк» автобусов 274, 330, 461 (областной), 520, 718, 752, 793, н11.

### Метро
- Станция метро «Озёрная» Солнцевской линии расположена восточнее улицы, на Озёрной площади на пересечении Мичуринского проспекта, Озёрной и Никулинской улиц.